# Elecciones federales de Alemania de 1994
Las elecciones federales alemanas de 1994 se llevaron a cabo el domingo 16 de octubre de 1994 para elegir a los miembros del Bundestag de Alemania.
Tras las elecciones, la CDU, la CSU y el FDP revalidaron su coalición de Gobierno y Helmut Kohl repitió como presidente del Gobierno.

## Campaña
El SPD escogió a Rudolf Scharping, ministro-presidente de Renania-Palatinado, como candidato para Canciller contra Helmut Kohl, pero la tensión entre Scharping y otros jefes del SPD, como Oskar Lafontaine y Gerhard Schröder, dificultó su campaña.

## Resultados
Los resultados fueron:
| Partido | Partido                                  | Lista de partido | Porcentaje de votos | Porcentaje de votos | Total de escaños | Total de escaños | Porcentaje de escaños |
| ------- | ---------------------------------------- | ---------------- | ------------------- | ------------------- | ---------------- | ---------------- | --------------------- |
|         | Unión Demócrata Cristiana (CDU)          | 16.089.960       | 34,2%               | -2,5%               | 244              | -24              | 36,3%                 |
|         | Unión Social Cristiana (CSU)             | 3.427.196        | 7,3%                | +0,2%               | 50               | -1               | 7,4%                  |
|         | Partido Democrático Libre (FDP)          | 3.258.407        | 6,9%                | -4,1%               | 47               | -32              | 7,0%                  |
|         | Partido Socialdemócrata (SPD)            | 17.140.354       | 36,4%               | +2,9%               | 252              | +13              | 37,5%                 |
|         | Alianza 90/Los Verdes                    | 3.424.315        | 7,3%                | +2,3%               | 49               | +41              | 7,3%                  |
|         | Partido del Socialismo Democrático (PDS) | 2.066.176        | 4,4%                | +2,0%               | 30               | +13              | 4,5%                  |
|         | Otros partidos                           | 1.698.766        | 3,6%                |                     | 0                |                  | 0,0%                  |
|         | Votos nulos/en blanco                    | 632.825          | -                   | -                   | -                | -                | -                     |
| Totales | Totales                                  | 47.737.999       | 100,0%              |                     | 672              | +10              | 100,0%                |

Nota: A pesar de no superar el 5% de los votos, el PDS pudo obtener representación en virtud de la cláusula del mandato básico.